# 島京子
島 京子（しま きょうこ、1926年3月23日 - 2024年9月16日）は、日本の小説家である。本名、嶋廾子。

## 人物・来歴
兵庫県神戸市出身。神戸女子商業学校（後の神戸市立神港高等学校）中退。『VIKING』同人。
2024年9月16日午後5時14分、老衰のため死去。98歳没。

## 受賞歴、候補歴
- 第54回芥川龍之介賞候補（昭和40年/1965年下期）「渇不飲盗泉水」
- 第1回三洋新人文化賞受賞（昭和43年/1968年）「逃げた」
- 神戸市文化賞受賞(昭和63年/1988年）

## 著書
- 『母子幻想』構想社, 1981.1
- 『瑣事雑々』構想社、1982.6
- 『世相歳時記』砂子屋書房, 1982.7
- 『昼さがりの食卓から』芸立出版, 1984.5
- 『竹林童子失せにけり』編集工房ノア, 1992.6
- 『海さち山さち』編集工房ノア, 1995.5
- 『花立つ刻に』編集工房ノア, 1997.7
- 『かわいい兎とマルグレーテ』編集工房ノア, 2002.5
- 『書いたものは残る――忘れ得ぬ人々』編集工房ノア
- 『木曾秋色』編集工房ノア 2005.6
- 『雷の子』編集工房ノア, 2014.4

## 共著
- 『黎明の女たち』（編）神戸新聞出版センター, 1986.1
- 『女たちの群像 時代を生きた個性』編 (のじぎく文庫) 神戸新聞総合出版センター, 1989.10